# Palau Abària
El Palau Abària és un edifici de Tortosa (Baix Ebre) protegit com a bé cultural d'interès local.

## Descripció
Fa angle amb el Carrer Montcada, on té la façana principal, i amb el carrer Sant Antoni. Consta de planta, entresòl, pis principal o golfes. La façana principal es divideix en tres cossos verticals, amb el central de més alçada i ràfec de fusta, inexistent en els altres dos. A la planta, la porta principal es troba al sector nord, en forma d'arcada de mig punt amb muntants de carreus i arcs de maons en ventall arrebossat. Al punt central es troba un relleu de Crist i dos escuts laterals, un d'ells amb un lleó rampant i la inscripció "reinare". Les altres dues portes, així com les del mur lateral, són més petites i allindades. Al pis principal s'obren balcons de ferro i rajola llisa a la base a les dues façanes, mentre que en el nivell superior les finestres són rectangulars en els cossos laterals i en forma d'arcada de tres obertures de mig punt en el central. El carreuat només apareix als angles, extrems i emmarcament de les portes, mentre que a la resta és maçoneria i maó arrebossat. La distribució interior no ha estat alterada modernament.

## Història
El 1928 la família vivia encara a la casa pairal. En abandonar-la, l'Ajuntament adquirí l'edifici, però sense realitzar-hi cap intervenció.
El llinatge dels Aldana existeix ja a Galícia en temps de la reconquesta. La branca tortosina descendeix directament d'aquesta, i la trobem documentada a Tortosa el 1453. El seu principal representant fou Joan d'Aldana, qui el 1525 va fer presoner a Francesc I de França a la batalla de Pavia.
La família Abària es va establir a Tortosa al segle xvi, amb Llop d'Abària, arquitecte basc. Ell i el seu fill, Martí, van ser mestres d'obra de la catedral. La família va participar sempre activament en els afers de la ciutat. Tenia enterrament a la Seu, davant la capella del Nom de Jesús.